# شمپ ۳۰۴۴۴
سیارک ۳۰۴۴۴ (به انگلیسی: 30444 Shemp، نامگذاری:2000NY1) سی هزار و چهارصد و چهل و چهارمین سیارک کشف شده‌است که در ۵ ژوئیه ۲۰۰۰ کشف شد.